# 霍訥河
51°38′54.46″N 7°38′29.26″E / 51.6484611°N 7.6414611°E

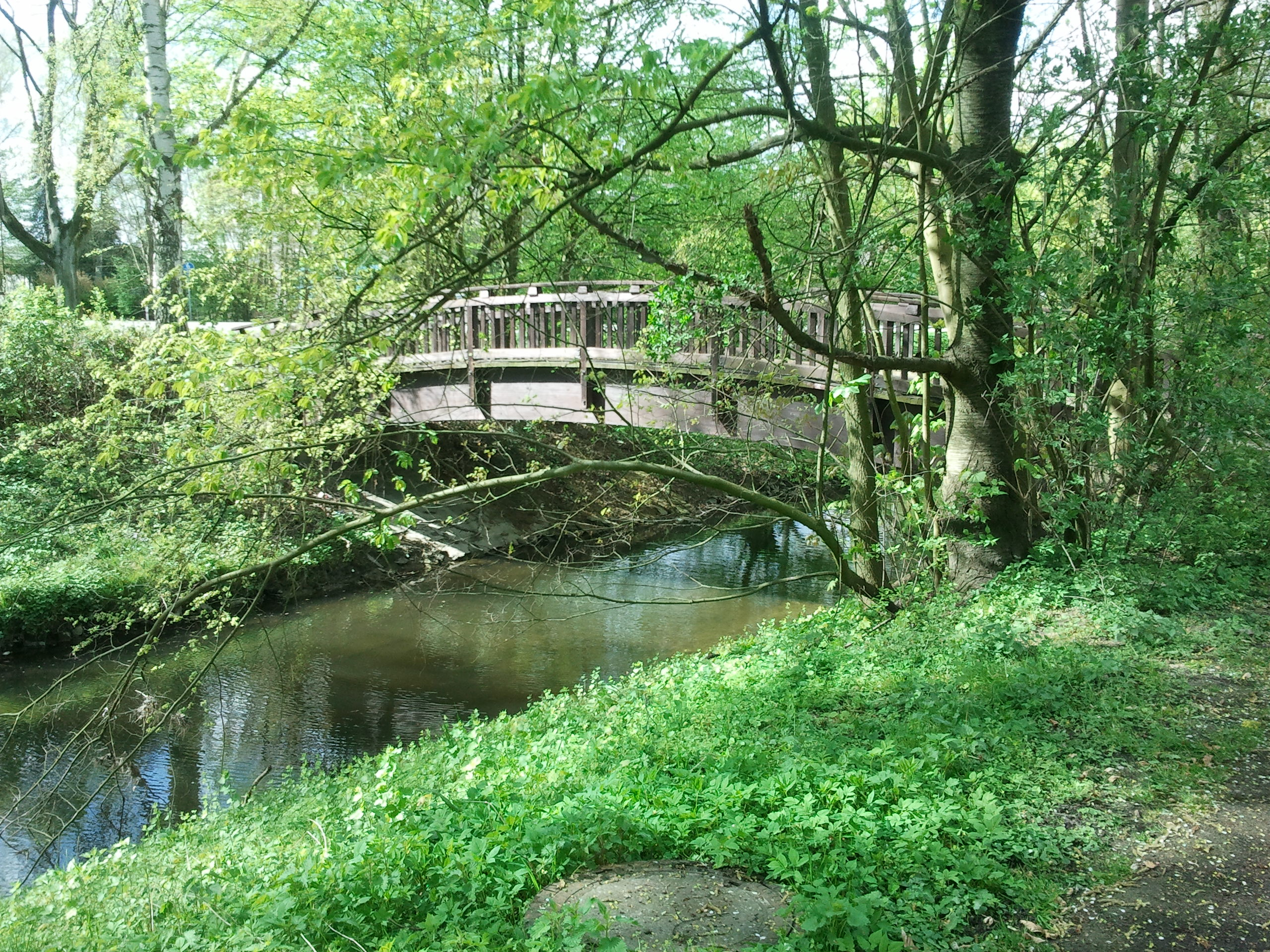

霍訥河（德語：Horne），是德國的河流，位於該國西部，處於北萊茵-威斯特法倫州，屬於利珀河的右支流，河道全長12.6公里，流域面積42.4平方公里，河口處在韋爾訥。